# スポーツプログラマー
スポーツプログラマーとは公益財団法人日本スポーツ協会（以下JSPOと略す）などが認定する公認スポーツ指導者の資格の一つである。

## 概要
地域にあるスポーツクラブなどでフィットネスの維持や向上のためのトレーニング方法などを指導・アドバイスする専門家で、相手の年齢や体調、体質、スポーツの目的に合わせて、個別に運動メニューを提案し、マシンを使ったエクササイズなどの運動方法を教えたりする。
スポーツプログラマーの資格を取得するためにはJSPOが認定する養成講習会を受講する必要があり、受講後に行われる筆記試験に合格して公認スポーツプログラマーとなる。